# في. سيلفاراج
في. سيلفاراج (بالإنجليزية: V. Selvaraj)‏ هو لاعب كرة قدم ومدرب كرة قدم سنغافوري في مركز الهجوم، ولد في 12 فبراير 1969 في سنغافورة. شارك مع منتخب سنغافورة لكرة القدم. أما مع النوادي، فقد لعب مع نادي واريورز.

## وصلات خارجية
- في. سيلفاراج على موقع ناشيونال فوتبول تيمز (الإنجليزية)
- في. سيلفاراج على موقع Soccerway.com (الإنجليزية)